# Джизаклик
Джизаклик (узб. Jizzaxlik / Жиззахлик) — посёлок городского типа, расположенный на территории Джизакского района Джизакской области Республики Узбекистан.
| хаким области.          = Э.А. Салиев 
Статус посёлка городского типа с 2009 года.